# Markenführung
Unter Markenführung oder Markenmanagement (englisch brand management), ursprünglich: Markentechnik, versteht man den Aufbau und die Weiterentwicklung einer Marke im Zeitverlauf. Hauptziel der Markenführung ist es, die eigene Leistung vom Angebot der Wettbewerber abzugrenzen und sich über die eigenen Produkte bzw. Dienstleistungen spürbar von den Konkurrenten zu differenzieren.
Dahinter steht die Erkenntnis der Werbepsychologie, dass eine Marke einen höheren Wiedererkennungswert hat und der Verbraucher mit einer Marke charakteristische Eigenschaften, Attribute oder Leistungen verbindet. Dadurch soll die Marke dem Verbraucher zu mehr Orientierung unter den Angeboten verhelfen und Vertrauen ausstrahlen. Durch die Entwicklung und Führung einer Marke verspricht sich ein Unternehmen einen Wettbewerbsvorteil, der sich durch einen höheren Marktanteil und einen höheren Gewinn auszahlen soll. Eine Marke wird heute oft auch monetär in Form eines Markenwertes dargestellt, der dem Vermögen des Unternehmens zugerechnet wird. Ziel der Markenführung ist es dann, durch geeignete Maßnahmen eine Steigerung dieses Markenwertes und damit des Unternehmenswertes zu erreichen.
Eine Marke bietet durch die Möglichkeit des Markentransfers auch die Möglichkeit, Produkte anderer Hersteller unter der eigenen Marke zu vertreiben. Man spricht hier auch von einer „Markenerweiterung“ oder „Brand Extension“. Falls eine Markenlinie erweitert wird, spricht man von einer „Line Extension“ oder „Produktlinienerweiterung“.
Die Markenführung wird zunehmend auch Gegenstand wissenschaftlicher Betrachtungen, die einerseits Funktionen und Prozesse wirtschaftlicher Kommunikationsmaßnahmen erkennen wollen, andererseits aber auch deren Optimierung zum Ziel haben. Solche Untersuchungen finden vor allem im Bereich der Wirtschaftswissenschaften und der Kommunikationswissenschaft statt, aber auch kulturwissenschaftliche und sprachwissenschaftliche Ansätze widmen sich diesem Thema.
Das Konzept der „identitätsorientierten Markenführung“, welche den Fokus auf die Markenidentität setzt, ist ein Konzept, das insbesondere für das Markenmanagement professioneller Sportvereine geeignet ist. In der Theorie stellt die Markenidentität eine wichtige Grundlage für die Bestimmung der Markenpositionierung dar.

## Ursprünge
Der Begriff „Markenführung“ wurde durch Hans Domizlaffs Publikation Die Gewinnung des öffentlichen Vertrauens. Ein Lehrbuch der Markentechnik (1939) populär. Der Begriff „Technik“ war seinerzeit positiv besetzt und stand für neue Entwicklungen und permanenten Fortschritt. Mit einer zunehmend kritischeren Sicht auf die Technik und deren Nebenwirkungen ab Mitte der 1970er Jahre (Technikskepsis) wurde der Begriff „Markentechnik“ im Sprachgebrauch durch den Begriff „Markenführung“ abgelöst.

## Teilgebiete
Im Mittelpunkt der Markenführung stehen folgende Aspekte:
- Aufbau einer Marke;
- Markenpositionierung;
- Markenarchitektur;
- Integrierte Markenkommunikation;
- Sensorisches Branding;
- Markenpflege;
- Markenerweiterung;
- Markenverschleiß (Brand Erosion);
- Markenwiederbelebung (Brand Revival).

### Aufbau einer Marke
Ausgangspunkt zum Aufbau einer Marke ist die Unverwechselbarkeit, die auch als Markenidentität bezeichnet wird. Diese bildet die Grundlage für die Markenpositionierung (siehe unten). Die Markenidentität bringt zum Ausdruck, wofür eine Marke stehen soll. Das Markenimage ist das Bild einer Marke, das sich aus einem längeren Lernprozess formt. Für ein Unternehmen ist es ein wichtiges Ziel, ein unverwechselbares Markenimage bei den Konsumenten aufzubauen. Mit der Marke sollen positive Assoziationen hervorgerufen werden.
Dies dient dem langfristigen Aufbau von Vertrauen der Kunden in die Marke (Markenvertrauen). Eine zentrale Rolle spielen die Produkt- bzw. Dienstleistungsqualität, die Wiedererkennbarkeit der Marke (z. B. durch die entsprechende Produktgestaltung) und die Akzeptanz der Marke durch die Zielgruppen. Es ist daher eine unternehmerische Kunst, eine erfolgreiche Marke zu lancieren.
Nach dem Supermarque-Modell von Uwe Munzinger, Marc Sasserath und Karl Georg Musiol entsteht Markenpräferenz durch das Zusammenspiel von vier Einzeldimensionen:
1. Wie nützlich ist die Marke? Bietet sie den Menschen etwas, das für sie wichtig oder wünschenswert ist? z. B. Suchfunktion von Google
2. Wie interessant ist die Marke? Bietet die Marke darüber hinaus etwas, das sie interessant bzw. interessanter als andere Marken mit dem gleichen Nutzen macht? z. B. Attraktivitätssteigerung durch Nutzung von Axe-Deo.
3. Wie einzigartig ist die Marke? Ist die Marke in mindestens einer relevanten Dimension anders oder besser als ihre Konkurrenten?; z. B. Anti-Premium-Inszenierung der Biermarke Astra.
4. Wie widerspruchsfrei ist die Marke? Bietet die Marke an allen Kontaktpunkten ein stimmiges Erlebnis?

### Markenpositionierung
Ziel der Markenpositionierung ist es, die Marke im Bewusstsein der Konsumenten zu platzieren und von der Konkurrenz abzuheben. Die Konsumenten sollen einen vorteilhaften Eindruck vom Produkt oder der Marke selbst vermittelt bekommen.
Es soll festgestellt werden, wo die eigene Marke in den Köpfen der Konsumenten positioniert ist. Man kann seine Position entweder stärken, eine Marktlücke besetzen oder die Mitbewerber repositionieren.

### Markenarchitektur
Bei der Markenarchitektur geht es darum, welche und wie viele Marken ein Unternehmen in welchen Bereichen einsetzen soll und ob die Verbindungen zwischen den Marken für die Kunden sichtbar gemacht werden sollen. Es gibt kaum noch Unternehmen, die nur mit einer Marke am Markt präsent sind. Die unterschiedlichen Anforderungen der Zielgruppen und die Globalisierung machen es zunehmend erforderlich, mit mehreren Produkten am Markt aufzutreten und die Bedürfnisse der Konsumenten zu befriedigen (z. B. Unilever). Die Komplexität von Mehrmarkenstrategien soll durch die Markenarchitektur transparenter gemacht werden. Die Markenarchitektur unterscheidet sich von der klassischen Markenstrategie durch eine unternehmensweite Sichtweise und der Berücksichtigung aller Marken.
Eine Unterteilung, die dabei vorgenommen werden kann, unterscheidet die Markenarchitektur nach der Branded House Strategie und der House of Brands Strategie. Bei der Branded House Strategie stehen die einzelnen Marken in deutlicher Verbindung zur Dachmarke wie der Unternehmensmarke. So kann hier ein Spillover-Effekt entstehen: Das positive Image der Dachmarke überträgt sich auf die einzelnen Marken oder andersherum. Bei dieser Strategie handelt es sich um eine sehr geläufige Art der Markenarchitektur. Die House of Brands Strategie dagegen beinhaltet eigenständige Marken, deren Bezug zu einer Dach- bzw. Unternehmensmarke nicht direkt ersichtlich ist. So steht hier jede Marke für sich selbst und kann so eine eigene Zielgruppe ansprechen.

### Integrierte Kommunikation
Die Integrierte Kommunikation hat die Aufgabe, die verschiedenen eingesetzten Kommunikationsaktivitäten eines Unternehmens für eine Marke bewusst inhaltlich, formal und zeitlich aufeinander abzustimmen. Zweck ist die Vermittlung eines konsistenten Erscheinungsbilds der Marke gegenüber dem Konsumenten.

### Sensorisches Branding
Beim sensorischen Branding liegt der Fokus auf der systematischen Ansprache möglichst aller Sinnesreize des Konsumenten. Forscher gehen davon aus, dass eine multisensorische, d. h. über mehrere Sinneskanäle kongruent gesendete Botschaft deutlich stärker wahrgenommen und länger erinnert wird. So wird beispielsweise die Empfindung von „Knusprigkeit“ bei Chips oft durch eine besonders knisternde Verpackung sowie lautmalerische Namensgebung (z. B. „Crunchips“) akustisch unterstützt. Das sensorische Branding ist ein Baustein des sensorischen Marketings.

### Markenpflege
Ein klassisches Beispiel für Markenpflege: Während des Wegfalls von Bohnenkaffee in den Jahren 1939–1948 betrieb die Hamburger Firma J. J. Darboven durchgehend eine Erinnerungswerbung, indem sie ihren Ersatzkaffee bewarb: Solang „Idee-Kaffee“ Dir fehlt, | Nimm „Koff“, so hast Du gut gewählt!

### Markenerweiterung
Die Markenerweiterung versucht zu erforschen, ob ein Markenname – mit oder ohne Zusatz einer Submarke – auf Produkte neuer Kategorien übertragen wird. Mit Hilfe eines gemeinsamen Markennamens sollen positive Ausstrahlungseffekte für die jeweiligen Produkte wechselseitig genutzt werden (Imagetransfer).

### Markenverschleiß(Brand Erosion)
Durch eine mangelnde Pflege der Marke bezüglich Logogestaltung, Verpackung oder Leistungskern kann die Marke im Lauf der Zeit an Attraktivität verlieren. Gleiches kann durch eine übermäßige Ausdehnung einer Marke auf andere Produkte desselben Unternehmens (Brand Milking) geschehen.
Haben die Umsätze bereits stark nachgelassen, empfiehlt es sich, die Marke vom Markt zu nehmen.

### Markenwiederbelebung(Brand Revival)
Die Wiederbelebung einer Marke wirft viele Probleme neu auf, die unter „Aufbau einer Marke“ angesprochen wurden. In diesem Fall wird oft eine – sehr riskante – Überarbeitung der Marke (→ Relaunch, Repositionierung) notwendig.

### Markentod

#### Relativer und absoluter Markentod
Der Markentod bzw. das „Verschwinden einer Marke“ kann gemäß der Irradiationsthese relativ oder absolut sein. Relativer Markentod liegt vor, wenn die Marke einen Teil ihrer Qualitäten nicht mehr auf andere Marken oder Konsumenten abstrahlen kann. Beim absoluten Markentod hingegen werden nicht nur Teile, sondern die Gesamtheit der Markenqualitäten nicht mehr abgestrahlt.
Im Fall von relativem Markentod kann eine Marke, da sie in Teilen ja weiterhin existiert, die Markenwahrnehmung anderer Marken beeinflussen. Beispielsweise liegt dies bei artverwandten Discounterprodukten vor, die sich in Aussehen und Geschmacksmustern ähneln. Trotz des Wegfalls einer Marke, ist diese noch so in den Köpfen von Konsumenten verankert, dass sie die Wahrnehmung ähnlicher (ggf. konkurrierender) Produkte beeinflusst.
Beim absoluten Markentod wird die Markenwahrnehmung nicht beeinflusst. Auch die Qualitätswahrnehmung nachfolgender oder bereits existierender Schwestermarken wird nicht beeinträchtigt.

#### Gründe für einen Markentod
In den meisten Fällen bedingt das Scheitern einer Unternehmung auch den Untergang einer Marke. Von Markentod wird jedoch nicht gesprochen, wenn eine Marke durch Aufkauf von Konkurrenten am Leben erhalten oder unter einem neuen Image bzw. Namen weitergeführt wird.
Insbesondere sind folgende Gründe für das Scheitern von Marken(einführungen) verantwortlich:
- Ablenkung von der eigentlichen Marke durch Übermaß an Sonder- und Rabattaktionen
- Langfristiges Fehlen einer emotional aufgeladenen Markenaura
- Fehlende Authentizität[15]
- Fehlendes Innovationspotenzial (auch traditionelle Marken müssen dem Zeitgeist gemäß angepasst werden)
- Fehlendes Eingehen auf Kundenwünsche

## Menschen als Markennutzer
Die Etablierung einer Marke im kulturellen Bewusstsein einer Gesellschaft kann mit dem Eingang des Markennamens als Gattungsbegriff in die Alltagssprache verbunden sein. Berühmte Beispiele sind die Markennamen „Tempo“ (für Papiertaschentücher, 1929), „UHU“ (für Alleskleber, 1932), „Tesa“ (für transparente Klebebänder, 1936) oder „Fön“ (für Haartrockner, 1908). Der Erfolg einer Markenstrategie kann daher auch mit linguistischen Methoden messbar gemacht werden. Als modernes Beispiel der Indoktrination werden von einigen Autoren die Methoden der Markenführung bezeichnet.

### Bücher
- Hans Domizlaff: Die Gewinnung des öffentlichen Vertrauens. Ein Lehrbuch der Markentechnik. Hanseatische Verlags-Anstalt, Hamburg 1939. (7. Auflage. Marketing-Journal, Gesellschaft für Angewandtes Marketing, Hamburg 2005, ISBN 3-922938-40-X)
- Franz-Rudolf Esch: Strategie und Technik der Markenführung. 6. Auflage. Vahlen, München 2010, ISBN 978-3-8006-3717-1.
- Franz-Rudolf Esch (Hrsg.): Moderne Markenführung. Grundlagen, innovative Ansätze, praktische Umsetzungen. Gabler, Wiesbaden 2005, ISBN 3-409-53642-6.
- Franz-Rudolf Esch, Torsten Tomczak, Joachim Kernstock, Tobias Langner: Corporate Brand Management. Marken als Anker strategischer Führung von Unternehmen. 2. Auflage. Gabler, Wiesbaden 2006, ISBN 3-8349-0347-7.
- Kevin Lane Keller: Strategic Brand Management. Building, Measuring, and Managing Brand Equity. 3. Auflage. Pearson/Prentice Hall, Upper Saddle River (NJ) 2008, ISBN 978-0-13-233622-2.
- Heribert Meffert, Christoph Burmann, Martin Koers (Hrsg.): Markenmanagement. Identitätsorientierte Markenführung und praktische Umsetzung. Mit Best-practice-Fallstudien. 2. Auflage. Gabler, Wiesbaden 2005, ISBN 3-409-21821-1.
- Henning Meyer (Hrsg.): Marken-Management 2008/2009. Deutscher Fachverlag, Frankfurt am Main 2008, ISBN 978-3-86641-121-0.
- Arnd Florack, Martin Scarabis, Ernst Primosch (Hrsg.): Psychologie der Markenführung. Vahlen, München 2007, ISBN 978-3-8006-3352-4.
- Paul Steiner: Sensory Branding. Grundlagen multisensualer Markenführung. Gabler, Wiesbaden 2011, ISBN 978-3-8349-2788-0.
- Oliver Errichiello, Arnd Zschiesche: 30 Minuten Markenführung. GABAL, Offenbach 2012, ISBN 978-3-86936-352-3.

### Zeitschrift
- Markenverband (Hrsg.): markenartikel – Das Magazin für Markenführung. New-Business-Verlag, Hamburg.